# Dabola
Dabola är en prefekturhuvudort i Guinea.   Den ligger i prefekturen Dabola och regionen Faranah Region, i den centrala delen av landet, 300 km öster om huvudstaden Conakry. Dabola ligger 363 meter över havet och antalet invånare är 13 057.
Terrängen runt Dabola är kuperad norrut, men söderut är den platt. Dabola ligger nere i en dal. Runt Dabola är det ganska glesbefolkat, med 25 invånare per kvadratkilometer. Det finns inga andra samhällen i närheten. I omgivningarna runt Dabola växer huvudsakligen savannskog.